# Мексиканский щитомордник
Мексиканский щитомордник (лат. Agkistrodon bilineatus) — вид ядовитых гадюковых змей из подсемейства ямкоголовых. 
Общая длина колеблется от 60 см до 1,38 м. Голова треугольная, широкая. Туловище крепкое. Хвост длинный. Окраска тёмно-серая, почти чёрная, тёмно-серо-коричневая, тёмно-жёлтая, красно-бурая со светлыми и тёмными поперечными полосами, которые расположены поочерёдно. Границы этих полос «простроченные» белой чертой. Голова окрашена узкими белыми полосками над глазами и вдоль рта, соединёнными впереди. Брюхо серое, коричневое, красновато-коричневое. У молодых особей хвост ярко-оранжевый или ярко-зелёный.
Любит низменные прибрежные места, сухие тропические леса, кустарники, саванны, каменистые склоны. Всю жизнь проводит на земле. В то же время хорошо плавает. Активна в сумерках или ночью. Питается земноводными, птицами, мелкими млекопитающими, ящерицами. змеями.
Яйцеживородящая змея. Самка рождает от 3 до 20 детёнышей длиной 25-32 см.
Продолжительность жизни до 24 лет.
Яд этой змеи достаточно сильный, вызывает сильную боль, покраснение, отёк и некроз вокруг укуса. В случае неоказания своевременной помощи может наступить смерть.
вид распространён в Мексике, Гватемале, Белизе, Гондурасе, Сальвадоре, Никарагуа, Коста-Рике.
Подвиды:
- Agkistrodon bilineatus bilineatus имеет самый большой ареал вдоль тихоокеанского побережья от Мексики до Сальвадора;
- Agkistrodon bilineatus howardgloydi обитает вдоль тихоокеанского побережья от Гондураса до Коста-Рики;
- Agkistrodon bilineatus lemosespinali описан в 2001 году по единственному образцу, найденному вблизи Палма-Сола в мексиканском штате Веракрус[2];
- Agkistrodon bilineatus russeolus обитает на полуострове Юкатан и на севере Белиза.